# Gerhard Ebeling
Gerhard Ebeling ( 6 de julio de 1912 , en Berlín; f. 30 de septiembre de 2001 en Zúrich) fue un Historiador eclesiástico y teólogo protestante, considerado como uno de los principales representantes de la hermenéutica bíblica en el siglo XX.

## Biografía
Ebeling fue alumno de Rudolf Bultmann en la Universidad de Marburgo, de Wilhelm Maurer en Zúrich y de Emil Brunner en Berlín. El encuentro con Dietrich Bonhoeffer en Predigerseminar Finkenwalde fue para él, determinante. 
Según Ebeling «Sea cual sea el modo en que se quiera definir la hermenéutica, lo cierto es que ésta, en cuanto doctrina de la comprensión, tiene que ver con el acontecimiento de la palabra». Por esto es que para Ebeling la hermenéutica teológica se considera como «doctrina de la palabra de Dios» y se vuelve necesaria cuando la sola palabra ya no sirve para comprender, porque se ve alterada y distorsionada.
Ebeling cuenta con varios doctorados honoris causa otorgados, entre otras, por la Universidad de Bonn (1952), Universidad de Uppsala, Universidad de Edimburgo, Universidad de Neuchâtel y la Eberhard Karls Universität Tübingen (1997). 

## Obras
- Evangelische Evangelienauslegung. Eine Untersuchung zu Luthers Hermeneutik. 1942 (= Ebelings Dissertation)
- Das Wesen des christlichen Glaubens. 1959
- Wort und Glaube, 4 Bände. 1960–1995
- Wort Gottes und Tradition. Studien zu einer Hermeneutik der Konfessionen. 1964
- Luther. Einführung in sein Denken. 1964; ISBN 3-16-143581-8 (Tb.)
- Lutherstudien, 3 Bände (in 5 Teilbänden). 1971–1989.
- Einführung in theologische Sprachlehre. 1971; ISBN 3-16-132511-7
- Dogmatik des christlichen Glaubens, 3 Bände. 1979, 4. Auflage 2012; ISBN 978-3-16-151028-1
- Predigten eines „Illegalen“ aus den Jahren 1939–1945. 1995; ISBN 3-16-146371-4
- Luthers Seelsorge. Theologie in der Vielfalt der Lebenssituationen an seinen Briefen dargestellt. 1997; ISBN 3-16-146712-4

## Literatura
- Pierre Bühler, Philipp Stoellger, Andreas Mauz (Red.): Gerhard Ebeling. Mein theologischer Weg, Zürich:  Institut für Hermeneutik und Religionsphilosophie 2006 (Hermeneutische Blätter, Sonderheft 2006), Onlineressource (pdf; 1,0 MB) (Gedenkheft zum fünften Todestag Gerhard Ebelings; umfasst den autobiographischen Text Mein theologischer Weg (1999) und Paul Ricœurs einführenden Aufsatz Gerhard Ebeling. Rückwendung zur Reformation und Wortgeschehen [1967])
- Philipp Stoellger, Andreas Mauz (Red.): Gerhard Ebeling. Zürich: Institut für Hermeneutik und Religionsphilosophie 2003 (Hermeneutische Blätter, Sonderheft) Onlineressource (pdf; 988 kB)
- Franz Gmainer-Pranzl: Glaube und Geschichte bei Karl Rahner und Gerhard Ebeling: ein Vergleich transzendentaler und hermeneutischer Theologie. Innsbruck; Wien: Tyrolia 1996 ISBN 3-7022-2044-5
- Albrecht Beutel: Gerhard Ebeling. Eine Biographie. Mohr Siebeck, Tübingen 2012, ISBN 978-3-16-150447-1.
- Hans Christian Knuth, Winfrid Krause: Dank und bleibende Verpflichtung – eine kurze Würdigung des Lutherforschers und ehemaligen wissenschaftlichen Leiters der Luther-Akademie. In: Rainer Rausch (Hrsg.): Glaube und Vernunft. Wie vernünftig ist die Vernunft? (= Dokumentationen der Luther-Akademie, Tagungsband 11). Lutherisches Verlagshaus, Hannover 2014, S. 167–170, ISBN 978-3-7859-1167-9